# Hamburg-Groß Flottbek
Hamburg-Groß Flottbek is een onderdeel (Stadtteil) van het district (Bezirk) Hamburg-Altona in de Duitse stad Hamburg.
De plaats ontleent zijn naam aan de Flottbek een beek die in zuidelijke richting naar de Elbe stroomt. Er is ook de plaats Klein Flottbek, maar dat is geen officieel stadsdeel maar ligt verspreid over de stadsdelen Osdorf, Nienstedten en Othmarschen.

## Geografie
Groß Flottbek ligt centraal in het district Hamburg-Altona. Naar oppervlakte is het een van de kleinere stadsdelen van Hamburg. Gegroeid uit een oude dorpsstructuur, bestaat het thans voor een belangrijk deel uit woongebieden. De nabijheid van het stadscentrum, de goede verbindingen, de nabijheid van scholen, het EEZ en de Elbe en de talrijke verkeersarme zones maken het tot een geliefd woongebied.
Groß Flottbek grenst in het noorden en oosten aan Bahrenfeld, in het westen aan Osdorf en in het zuiden aan Othmarschen, waar de spoorlijn de grens vormt.

## Geschiedenis
Klein en Groß Flottbek (Groten Flöbbeek in het nederduits) worden voor het eerst vermeld in 1305. Groß Flottbek behoorde achtereenvolgens tot: het graafschap Stormarn, het graafschap Holstein-Pinneberg dat vanaf 1640 in personele unie door de Deense koningen werd bestuurd, en vanaf 1866 tot Pruisen. In 1927 werd de zelfstandige Pinnebergse gemeente bij de stad Altona gevoegd, die zelf in 1938 in Hamburg opging.

## Gebouwen
Overeenkomstig de bevolkingsstructuur vindt men in Groß Flottbek voornamelijk eengezinswoningen, vooral villa's, maar ook rijwoninggroepen.
Vermeldenswaard zijn:
- de in 1912 ingewijde evangelische Flottbeker Kirche, ontworpen door Raabe & Wöhlecke.
- de schoolgebouwen in de Windmühlenweg en aan de straat "Röbbek"
- het gebouw van de volkshogeschool in de Waitzstraße
- 6 goed onderhouden vakwerkhuizen met rieten dak in de oude dorpskern bij de kerk, die nog een laatste spoor van de vroegere dorpsstructuur vormen
- de Bugenhagenkirche uit 1964/65 aan de straat "Bei der Flottbeker Mühle"

## Verkeer
De belangrijkste verkeerswegen zijn:
- de oost-west-as, gevormd door de B431: Osdorfer Landstrasse en Osdorfer Weg.
- de noord-zuid-as, gevormd door de autosnelweg A7 die aan de oostrand van het stadsdeel de Elbtunnel induikt
- de spoorlijn Altona-Blankenese, die als S-Bahn in een 10-minutentakt wordt uitgebaat en u in 17 minuten in het centrum van Hamburg brengt

Altona-Altstadt · Altona-Nord · Bahrenfeld · Blankenese · Groß Flottbek · Iserbrook · Lurup · Nienstedten · Osdorf · Othmarschen · Ottensen · Rissen · Sternschanze · Sülldorf